# ブルーリボン委員会
アメリカにおけるブルーリボン委員会（またはブルーリボン・パネル）とは、与えられた命題に関する調査、研究または分析を行うために任命された学識経験者のグループである。ブルーリボン委員会は、政治的権威などからある程度の独立性を有する一方で、直接的権限を有しないのが一般的である。この委員会の存在意義は、各委員の専門知識に基づいた調査結果や勧告を提出し、決定権者の意思決定を援助することにある。
ブルーリボン委員会は、行政機関などが何らかの論争に関する報告を行う場合に立ち上げられることが多い。この委員会は、政府と直接的な関係を持たない独立した専門家や学者で構成され、特定の問題について研究する場合もあるし、一般的な知識・経験を有する無党派の市民で構成され、政治改革の問題について研究する場合もある。「ブルーリボン」という名称は、その委員会の提案が「最善かつ至高」の解決策であり、その委員会の設立が研究および決定のための一般的手順から一線を画した大局的見地に基づくものであることを示唆している。
各委員の指名は、政府当局により行われる場合が多く、委員会の独立性に対する疑念や、政府の責任逃れであるという批判の要因となってきた。
アメリカにおける代表的なブルーリボン委員会としては、ジョン・F・ケネディ暗殺事件を調査した「ウォーレン委員会」、2001年9月11日の同時多発テロ事件を調査した「9/11委員会」、イラク戦争に関する調査を行った「イラク調査グループ」、国民医療制度改革に関してクリントン政権が立ち上げた「大統領府タスクフォース」などがある。いずれの場合においても、委員会には、起訴または立法の権限は与えられず、事実に基づいた調査・報告を行って、政府の政策に関し将来的な変更を勧告するという役割だけが与えられていた。現在設立されている「米国における魚類および野生動物資源の維持」に関するブルーリボン委員会は、絶滅危惧種の増加を防止するための資金援助について、企業、事業所および地主たちにインセンティブを与えることを目指している。
この「ブルーリボン委員会」と言う用語は、公的にも使用されている。2010年1月29日から2012年1月にかけて、アメリカ政府は、「米国の原子力の将来に関するブルーリボン委員会」を立ち上げた。これ以外にも、この用語が名称に含まれている政府および民間の委員会が存在する。これらの委員会は、それぞれが単に「ブルーリボン委員会」と呼ばれることがあるため、混乱を招きやすい。

## V-22計画検討委員会
V-22計画検討委員会（英：Panel to Review the V-22 Program）は、2000年12月11日にノースカロライナ州ジャクソンビル近郊の森林にV-22オスプレイが墜落し、4名の隊員が死亡した事故の発生を受け、2000年12月15日に国防長官が設立したブルーリボン委員会である。委員長には、アメリカ海兵隊の元大将であるジョン・R・デイリーが指名され、2001年4月30日に報告書を提出した。
委員会は、その報告書の中で、V-22構想に根本的な欠陥があるという証拠はないとしたうえで、オスプレイは完成までにほど遠い状態にあるとし、71項目に上る勧告を行った。